# Quateiella inexpectata
Quateiella inexpectata is een muggensoort uit de familie van de Scatopsidae. De wetenschappelijke naam van de soort is voor het eerst geldig gepubliceerd in 1988 door Haenni.